# Aleksander Wielopolski
Aleksander Ignacy Jan-Kanty Wielopolski je bil poljski aristokrat, mejni grof, veleposestnik in 13. gospodar graščine Pinczów, * 1803, † 1877. 
Leta 1862 je bil pod carjem Aleksandrom II. imenovan za vodjo poljske civilne uprave v okviru ruske Kongresne Poljske. 

## Zgodnje življenje, šolanje in zgodnja kariera
Rojen je bil 13. marca 1803 v kraju Sędziejowice v Krakovskem departmaju Vojvodine Varšave. 
Šolal se je na Dunaju, v Varšavi, Parizu in Göttingenu. Leta 1830 je bil na konservativni strani izvoljen za člana poljskega parlamenta. Na začetku novembrske vstaje leta 1831 so ga poslali v London, da bi pridobil pomoč ali vsaj posredovanje Velike Britanije. Edini rezultat njegove misije je bila objava brošure Mémoire présenté à Lord Palmerston v Varšavi leta 1831. Po propadu novembrske vstaje in vrnitvi na Poljsko se je posvetil izključno literaturi in upravljanju svojih posesti.
Ob izbruhu kmečkega upora v Galiciji leta 1846, je galicijsko kmečko prebivalstvo pobilo nekaj sto poljskih posestnikov. Po izbruhu upora, ki ga na splošno pripisujejo spletkam avstrijske vlade, je Wielopolski napisal svoje Pismo poljskega plemiča princu Metternichu. Pismo, v katerem je trdil, da je upor sprožil avstrijski dvor v dogovoru z Rusi, je takrat pomenilo veliko senzacijo.

## Nacionalna politika
Leta 1861 je bil Wielopolski imenovan za predsednika komisij za javno bogoslužje in pravosodje ter nato za predsednika Državnega sveta. Obisk ruske prestolnice novembra je še dodatno utrdil njegov vpliv in leta 1862 je bil imenovan za adjutanta velikega vojvode Konstantina Nikolajeviča, ki je bil pred kratkim imenovan za poljskega podkralja.
Wielopolski je bil prorusko usmerjen konservativec, zagovornik ponovne pridobitve poljske avtonomije, kakršna je  bila pred letom 1830, in zagovornik emancipacije Judov. Izvedel je reforme v šolstvu, povečal število šol v poljskem jeziku in v Varšavi ustanovil  Glavno šolo (poljsko Szkoła Główna), današnjo Univerzo v Varšavi. Kraljeva univerza v Varšavi, ustanovljena leta 1816, je bila po novembrski vstaji zaprta. Uvedel je tudi reforme bančnega sistema in nekakšno konzervativno zemljiško reformo, ki je povečala delež  zemljiške lastnine namesto tlačanstva. 
Menil je, da bodo težke notranje in mednarodne razmere v Ruskem carstvu prisilile carsko upravo k določenim koncesijam poljskemu plemstvu. Po njegovem mnenju bi moralo poljsko plemstvo po drugi strani sprejeti carsko oblast in sodelovati v političnem življenju carstva, namesto da bi pozivalo k neodvisnosti. 
Sprva je bila motivacija za njegov projekt povezana z obdobjem okoli leta 1815, ko je car Aleksander I. podpisal ustavo Kongresne Poljske in celo obljubil razširitev svoboščin na dele poljsko-litovske skupnosti, ki so bili neposredno vključeni v Rusijo (Zavzete dežele). Wielopolski je na koncu opustil takšne ideje in namesto tega predlagal formalno obsodbo novembrske vstaje in sprejetje večne vladavine dinastije Romanov nad Poljsko. Od carja je v zameno pričakoval obnovitev poljskih svoboščin, delno neodvisno vlado, omejitev cenzure in zaprtje ruskih vojaških sodišč. Njegov predlog je bil žal zavrnjen in car se je za različne omejene koncesije odločil šele, ko je bilo prepozno in je po ulicah Varšave že tekla kri.
Wielopolski je vedel, da se goreča želja Poljakov po neodvisnosti bliža vrhuncu, čemur se je želel za vsako ceno izogniti. Sprva je izvajal aretacije in zapiral civilne organizacije v Varšavi. V zadnjem poskusu, da bi spodkopal poljsko nacionalno gibanje, je organiziral vpoklic mladih poljskih aktivistov na 20-letno služenje v ruski vojski. Ta odločitev je sprožila januarsko vstajo leta 1863, torej prav tisto, čemur se je želel izogniti. 
V najhujših dneh vstaje je Wielopolski zaprosil za dvomesečni dopust in ga v začetku julija 1863 tudi dobil. 16. julija je zapustil Varšavo in se odpravil proti severu. Uradno je odpotoval v zdravilišče na otoku Rügen, v resnici pa se je odločil za emigracijo in za vedno zapustil državo. Naselil se je v Dresdnu na Saškem. 

## Smrt
Umrl je štirinajst  let pozneje, 30. decembra 1877 v Dresdnu v Kraljevini Saški v Nemškem cesarstvu. Njegovo truplo pa so prepeljali v rodno Poljsko. Pokopan je v kripti cerkve Svetega Duha v Młodzawy Małi. 

## Dodatno branje
- Zyzniewski, Stanley J. "The Russo-Polish Crucible of the 1860s: A Review of Some Recent Literature." The Polish Review (1966): 23–46. Online